# 오, 하느님!
오, 하느님!(Oh, God!)은 미국에서 제작된 칼 라이너 감독의 1977년 코미디, 판타지 영화이다. 존 덴버 등이 주연으로 출연하였고 제리 웨인트럽 등이 제작에 참여하였다.

## 출연

### 주연
- 존 덴버
- 조지 번즈

### 조연
- 테리 가
- 도널드 플레젠스
- 랄프 벨라미
- 윌리엄 다니엘스
- 바나드 휴즈
- 폴 소르비노
- 베리 설리반
- 다이나 쇼어
- 제프 코리
- 조지 퍼스
- 데이빗 오그던 스타이어스
- 티토스 반디스
- 무지 드리어
- 레이첼 롱가커
- 제리 던피
- 마리오 마카도
- 코니 소여

## 제작진
- 원작자: 에이버리 코먼
- 미술: 잭 센터
- 배역: 다이안 크리텐든